# Lúcia de Jesus dos Santos
Lúcia de Jesus Rosa dos Santos, coneguda com a Lúcia dos Santos o Llúcia de Fàtima o Sor Llúcia de Jesús (Aljustrel, Portugal, 22 de març de 1907 - Coïmbra, 13 de febrer de 2005) va ser una monja carmelita descalça, venerabile serventa de Déu per l'Església Catòlica Romana. Juntament amb els seus cosins Jacinta i Francisco Marto, va ser una dels tres vidents de la Mare de Déu de Fàtima en les aparicions de 1917, quan encara era una nena.

## Biografia
Filla d'Antonio dos Santos i Maria de Jesus, família humil de pastors, era la més jove de tres germanes i un germà. Va tenir una aparició mística el 1915-1916, en la que veié l'"àngel de la pau" que protegia Portugal. El 13 de maig de 1917, mentre pasturava les ovelles a Cova da Iria (prop de Fátima, Ourém) amb la seva cosina Jacinta Marto i el seu cosí Francisco Marto, se'ls aparegué la Mare de Déu i els revelà tres secrets, coneguts com a Misteris de Fàtima. L'aparició es repetí els dies 13 de cada mes durant juny, juliol i setembre, i el 19 d'agost; el dia 13 d'octubre hi tingué lloc el Miracle del Sol, presenciat per 70.000 persones.
Les revelacions marianes deien que Francisco i Jacinta moririen aviat, mentre que Lucia romandria viva com a testimoni durant molt de temps: efectivament, els germans moriren poc després a conseqüència d'una epidèmia de grip. Lúcia, que tenia deu anys i era analfabeta, va ingressar a un monestir de Germanes de Santa Dorotea de la Frassinetti i després de carmelites descalces i hi morí en 2005, als 97 anys. Com a última dipositària dels misteris, va tenir diverses entrevistes amb bisbes i papes que la visitaren, com Pau VI o Joan Pau II.

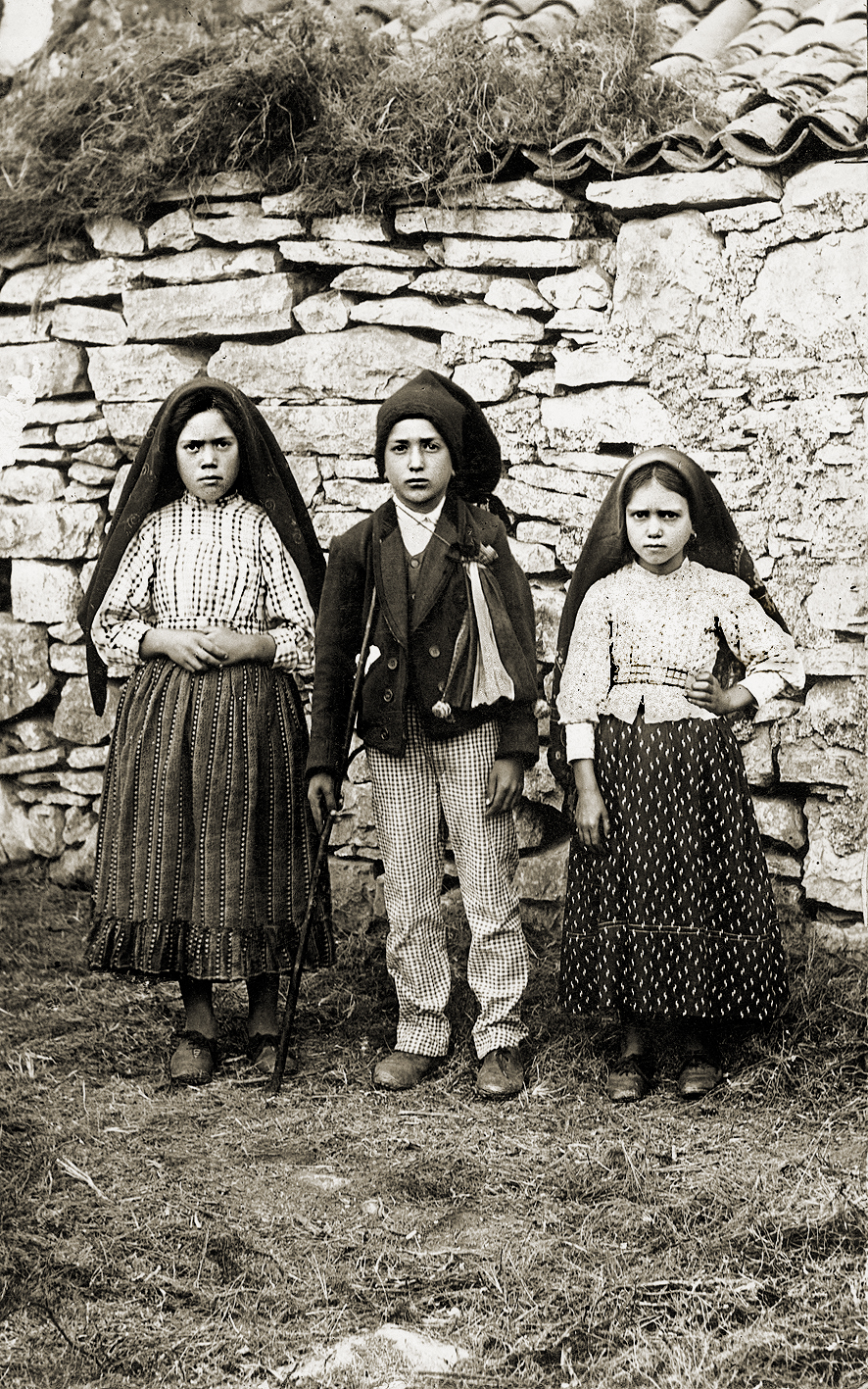
Els tres pastors de Fátima
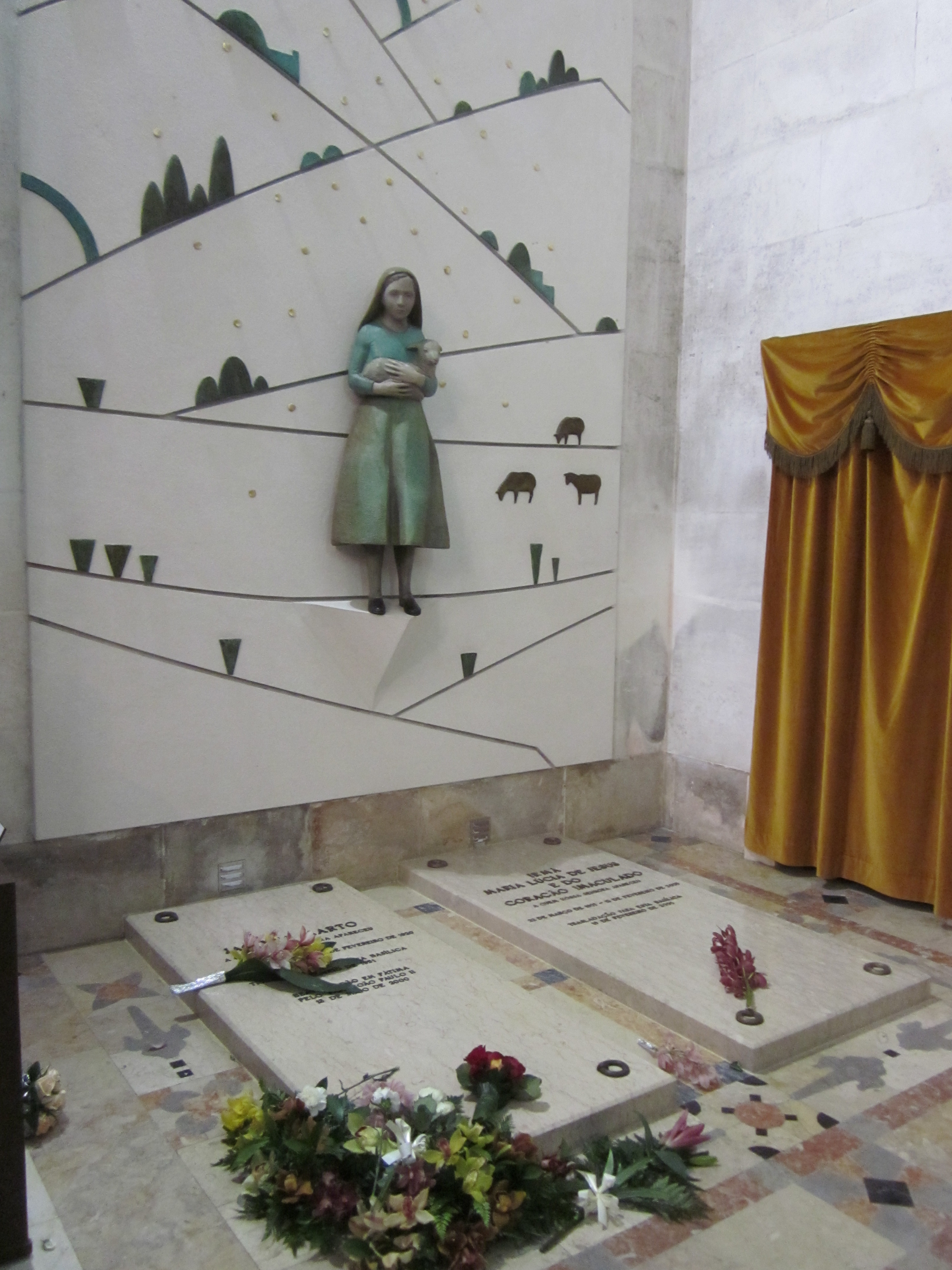
Tomba de Lúcia i Jacinta a Fátima
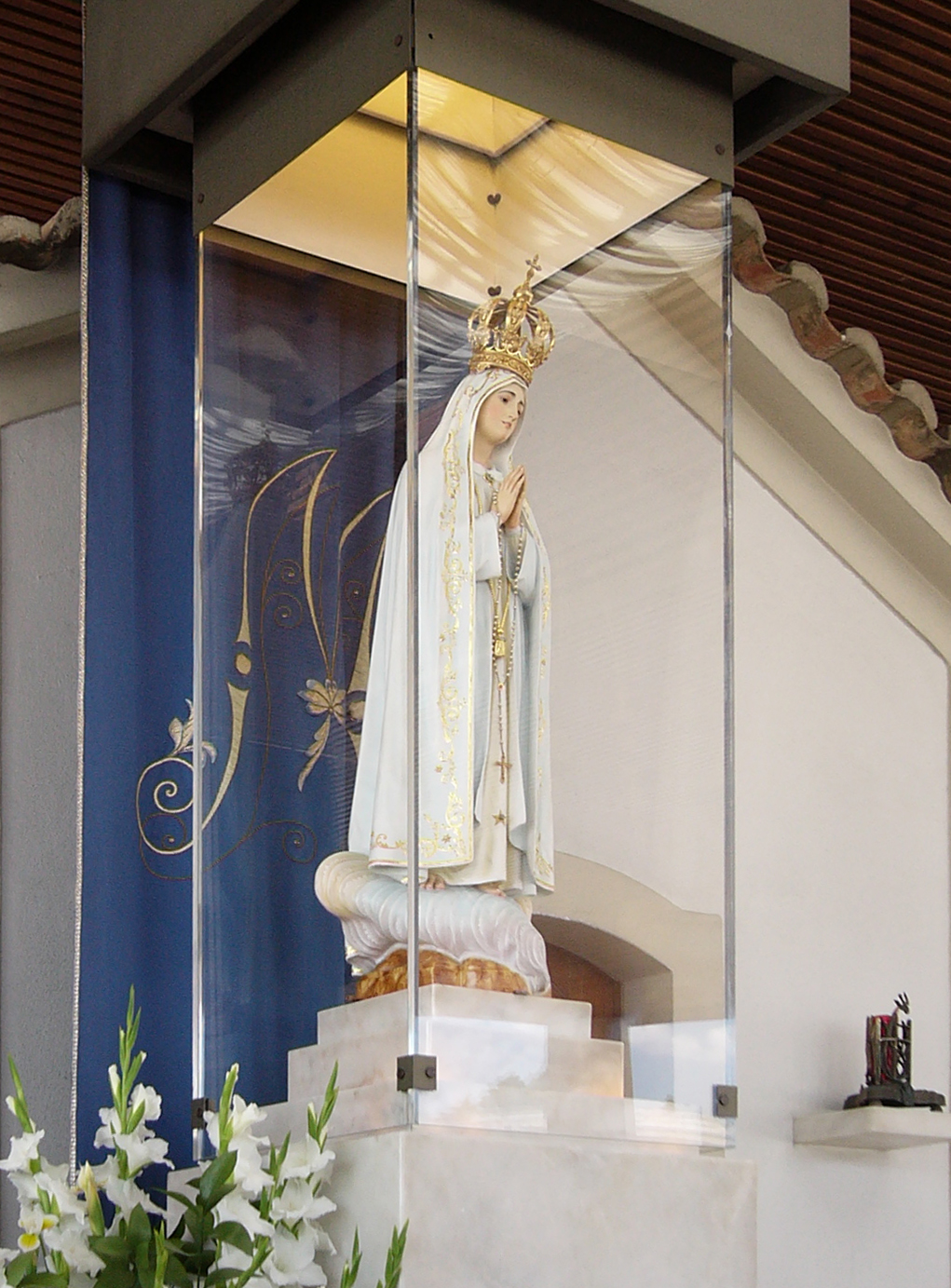
La Mare de Déu de Fátima al lloc de les aparicions, avui capella del santuari
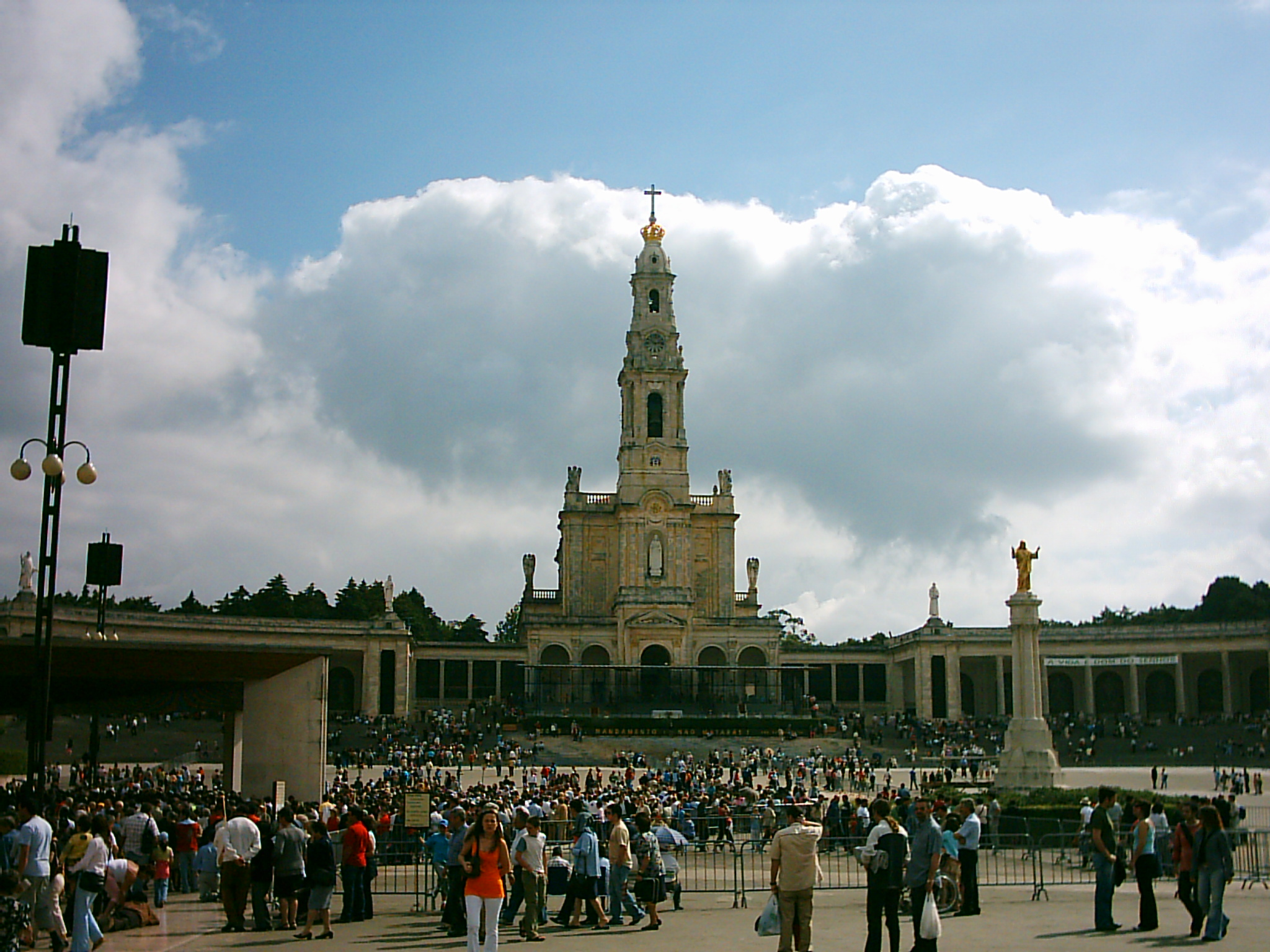
Santuari de Fátima

## Venerable
El 22 de juny del 2023, el papa Francesc va aprovar el decret de les seves virtuts heroiques. Lucia és des de llavors venerable serventa de Déu.